# Cândido de Abreu
Cândido de Abreu là một đô thị thuộc bang Paraná, Brasil. Đô thị này có diện tích 1510,157 km², dân số năm 2007 là 18179 người, mật độ 11,1 người/km².